# Gmina Tyresö
Gmina Tyresö (szw. Tyresö kommun) – gmina w Szwecji, w regionie Sztokholm, z siedzibą w Bollmora. Gminę zamieszkuje 42 947 osób (2010), co czyni ją 50. gminą pod względem liczby ludności w kraju. Pod względem wielkości zajmuje 276. miejsce, powierzchnia wynosi 101 km², z czego 32 km² stanowi woda.

## Znani ludzie
W Tyresö urodzili się m.in. szwedzka piosenkarka Lisa Nilsson, hokeista Richard Gynge, a także aktor Ola Rapace.